# Eötvös József-szobor (Ercsi)
Az ercsi Eötvös József-szobor egy 1962-ben felavatott bronzszobor, melyet Vilt Tibor szobrászművész készített. Az Eötvös Józsefről elnevezett művelődési ház előtt található.
Eötvös Józsefet végakaratának megfelelően először a Duna közelében található ercsi Mária-kegykápolna családi sírboltjában helyezték örök nyugalomra. Ám ezt a sírhelyet később többször is feldúlták, ezért 1969-ben emögött a szobor mögött helyezték el az író-politikus földi maradványait.
2021-ben exhumálták a szobor mögötti maradványokat. November 6-án Eötvöst és anyai nagyszüleit újratemették az ercsi Mária-kegykápolna családi sírboltjában.